# 차량 자동 항법 장치

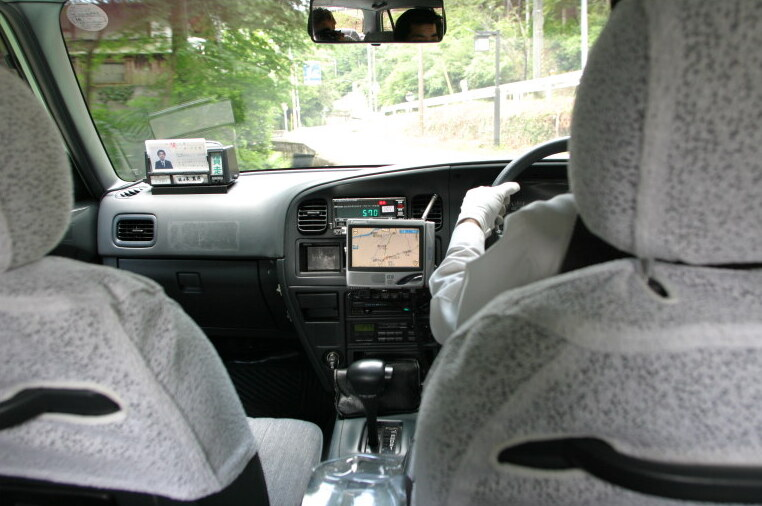
교토의 택시에 차량 자동 항법 장치가 장착되어 있다.

차량 자동 항법 장치(車輛自動航法裝置) 또는 내비게이션(navigation)은 자동차에 사용하도록 고안된 범지구 위성 항법 시스템이다. 내비게이션이라는 용어는 "Automotive navigation system" 또는 "Car navigation system"에서 비롯한 말이다. 그러나 이를 바탕으로 하는 순화어인 길도우미와 길안내기가 있다.

## 역사
알파인이 1981년에 차량 자동 항법 시스템을 처음 개발하였다는 의견이 있으나 1983년에 혼다가 처음으로 차량 자동 항법 시스템을 개발하였다고 주장하고 있다. 하지만 내비게이션 초창기에는 아직 GPS가 실용화되지 않던 시대라서 위치가 아주 크게 엇갈려서 소수의 사용자들만이 내비게이션을 사용할 뿐이였고, 그 중 대부분이 DMB로 인해 내비게이션을 사려고 했던 것이였다. 하지만 GPS가 개발되어 실용화되고 나서는 내비게이션 사용자와 회사가 급격히 증가, 오늘날에 이르게 된 것이다.

## 제품

### 대한민국
1997년경에 첫 내비게이션 프로그램이 만들어진 이후 많은 회사들이 내비게이션을 출시하고 있다. 가장 인정받는 내비게이션으로는 지니, 맵피, 아이나비 등이 있으며, 이 밖에도 대한민국에서 자주 쓰이고 있는 내비게이션 프로그램은 루센, 아틀란 등이 있고 모바일용으로는 대표적으로 카카오내비, 원내비, 티맵, 네이버 지도가 있다.

## 기술
내비게이션 시스템에 필요한 기반 기술은 아래와 같다.
- 맵 매칭(Map Matching) - 20km/h~140km/h로 이동하는 차량의 GPS 정보로부터 수신된 위치 정보는 그 정확도가 높지 않다.
- 지도 화면 표출(Display Map Screen)
- 경로 탐색(Routing)
- 경로 안내(Route Guiding)
- 검색(Search)
- 교통 정보(Traffic Information)
- DB 경량화(DB Minimimal)

### 가상화
내비게이션 시스템은 다음의 것들을 사용할 수 있다.
- 지도 최상위 보기
- 자동차 지도를 회전하면서 지도 최상위 보기
- 지도나 다음 커브의 조감도
- 거리에 대한 선형 수치 (지도 회전이 사용되는 경우 번거롭게 보일 수 있음)
- 거리 수치 표시
- 계획적인 그림 문자
- 목소리로 확인

## 참조
1. ↑  “국립국어원”. 2020년 7월 21일에 확인함.
2. ↑  Honda Worldwide | History

## 같이 보기
- GPS